# Shy'm
  Shy'm    (Trappes, 28 de novembre de 1985) és una cantant, compositora, ballarina, coreògrafa, actriu i presentadora de televisió francesa. Musicalment el seus estils són el pop, el hip-hop i el rhythm and blues. Com actriu, l'any 2020 participà a la sèrie Profilage al costat de Philippe Bas, en el paper de protagonista d'Elisa Bergman, una psicòloga criminalista. També ha aparegut en diversos programes de televisió, com Danse avec les stars i Nouvelle Star.

## Discografia principal[3]
- 2006: Mes Fantaisies
- 2008: Reflets
- 2010: Prendre L'air
- 2012: Caméléon
- 2014: Solitaire
- 2015: À nos dix ans
- 2017: Héros
- 2019: Agapé